# Pieds-rouges
Pour les insulaires, voir Île aux Marins.
Ne doit pas être confondu avec Bolet à pied rouge ou Écrevisse à pattes rouges.
Le terme « pied-rouge » désigne de façon générale un Français, militant de gauche ou d'extrême gauche, qui est resté ou s'est rendu en Algérie après son indépendance pour œuvrer à la reconstruction et au développement du pays en dehors du cadre de la coopération. Il est formé par analogie avec le terme « pied-noir » et par amalgame avec les idées communistes de certains des pieds-rouges. Néanmoins, l'appellation désigne un ensemble assez hétéroclite de personnes, communistes, trotskistes, militants humanitaires, professionnels de santé, etc. 
De nombreux militants anticolonialistes, trotskistes ou communistes ou chrétiens ou juifs de gauche, ont vu dans la révolution algérienne une révolution socialiste. Cependant, un des facteurs impensés par les pieds-rouges tient en une conception occidentale de la nation algérienne. Le code algérien de la nationalité faisait de l'islam et du patriarcat musulman le principe de l'identité algérienne. Ce code n'avait rien à voir ni avec la philosophie des lumières, ni avec la démocratie occidentale, et encore moins avec l'internationalisme révolutionnaire,. 
La révolution algérienne a fait l’objet de deux discours. Le premier était destiné à l'international, aux forces de progrès. Il présentait la lutte pour l’indépendance comme une lutte contre le colonialisme, pour le socialisme, la réforme agraire, la libération de la femme et les libertés démocratiques. Ces principes étaient défendus par les pieds-rouges qui se sont battus pour eux. Le second discours, celui-là intérieur à l’Algérie et au monde arabe, était celui du djihad. La guerre d’Algérie visait à libérer la terre d'islam des infidèles.